# Sylvicola funereus
Sylvicola funereus är en tvåvingeart som först beskrevs av Tollet 1956.  Sylvicola funereus ingår i släktet Sylvicola och familjen fönstermyggor.
Artens utbredningsområde är Kongo. Inga underarter finns listade i Catalogue of Life.